# Торккели, Лео Топиасович
Лео Топиасович Торккели — советский хозяйственный, государственный и политический деятель.

## Биография
Родился в 1927 году в деревне Пелякяля. Член КПСС.
С 1937 года — на хозяйственной, общественной и политической работе. В 1937—1989 гг. — на лесопунктах Карелии и Коми края, пилоправ на заготовках леса в Великую Отечественную войну, ученик шлифовальщика в механических мастерских, шлифовальщик на Кондопожском целлюлозно-бумажном комбинате.
Избирался депутатом Верховного Совета СССР 8-го и 9-го созывов.
Заслуженный работник целлюлозно-бумажной промышленности КАССР.
Почётный гражданин города Кондопоги (1983).